# Kamenyeczky István
Kamenyeczky István (Kunágota, 1921. augusztus 2. – Bécs, 2000. július 4.) magyar szobrász; a végtelen életláncolat szobrásza.

## Életpályája és munkássága
Dohánykertész édesapját hamar elvesztette, őt és két testvérét – öccsét és húgát – édesanyja és nagyanyja nevelte fel. Először Battonyára költöztek, majd – lánytestvére után – ő is Makóra került. Stenger István makói kőfaragómester figyelt fel rá. Az ipariskola tanára, Loós János értékelte képességét, művészi hajlamát; sokszor mentesítette a tanterv elméleti órái alól, a szertárban külön szakmai feladatokban gyakorolhatta magát. Egy lelki konfliktus miatt öngyilkosságot kísérelt meg. Végül is Szegeden, Fábián Lajos kőfaragómesternél szabadult fel kiváló minősítéssel, ahol inasként és segédként dolgozott. 1948-ig Makón élt. Az ipariskolában Loós János kerámiaműhelyt létesített, az égetőkemencét Kamenyeczky készítette el. Megalakították a LoNKa (Loós János, Nagy Gyula, Kamenyeczky István) nevű kerámia üzemet. 1948-ban Pestre költözött, ahol szakmájában helyezkedett el, és esti tagozaton valamint magánúton végezte el a gimnáziumi tanulmányait. 1951-ben felvételizett a Képzőművészeti Főiskola szobrász szakára. Az első év végén mintázásból utasították el. 1954-ben tett érettségi vizsgát. Vésnökként, kőfaragóként dolgozott magáncégeknél és állami vállalatoknál. 1956-os forradalomban részt vett a fegyveres harcokban, ezért 1956. november 10-én Andaunál átlépte az osztrák határt; Ausztriában telepedett le. 10 évig Lilienfeld egyik kolostorában kő- és fafaragó restaurátorként dolgozott. 1957–1961 között a bécsi Akademie der Bildende Künste (Bécsi Képzőművészeti Akadémia) hallgatója volt. Tagja volt a bécsi Művészeti Egyesületnek és a Szecessziónak. 1993-ban agyvérzés érte, ettől kezdve tolókocsival közlekedett.

## Kiállításai

### Egyéni
- 1971 Bécs, London
- 1974 Innsbruck
- 1975 Bécs
- 1976 Böbingen
- 1977 München
- 1978 Oberwart
- 1987 Budapest

### Válogatott, csoportos
- 1948 Makó
- 1968 Varsó
- 1969-1971, 1973-1974, 1977-1979, 1982, 1986 Bécs
- 1975 Linz
- 1976 Kismarton
- 1982 Budapest

## Szobrai
- Kovách Aladár síremléke (1980)
- Anton Bruckner (Bécs, 1988)
- A szabadság világítótornya (Miklóshalma, 1991)
- Memento - 1956 (Kapuvár, 2007)